# Ainikki
Ainikki ("incomparabile") per i finlandesi è un personaggio della mitologia finnica, sorella di Lemminkäinen.
La sua presenza nel Kalevala si limita all'informare Lemminkäinen della rottura del giuramento da parte della fanciulla Kylikki, che torna al suo villaggio per danzare, cosa che fa molto adirare il fratello che la ripudia e decide di ripartire immediatamente per la guerra. Il personaggio non viene quindi tratteggiato in alcun modo, ma è solo latore della notizia al fratello.
huomenna moniahana

itse Ahti Lemminkäinen

lähtevi kalankutuhun;

tullut ei illaksi kotihin,

ensi yöksi ennättänyt.

Jo meni Kyllikki kylähän,

noien neitojen kisahan.

Kenpä saattavi sanoman,

kenpä kielen kantelevi?

Ainikki sisar Ahilla;

sep' on saattavi sanoman,

sepä kielen kantelevi:

"Armas Ahti veikkoseni!

Jo kävi Kyllikki kylässä,

veräjillä vierahilla,

kylän neitojen kisassa,

kassapäien karkelossa."»
un mattino, Lemminkäinen

Ahti andò colà a pescare

dove in frega erano i pesci;

né tornò la sera a casa

e neppure all'annottarsi;

e Kyllikki andò al villaggio

a scherzar con le fanciulle.

E chi dà questa notizia

e chi dunque fa la spia?

La sorella d'Ahti, Ainikki,

portò lei questa notizia,

fece lei stessa la spia:

"Ahti, caro fratellino!

al villaggio andò Kyllikki,

al villaggio, a estranee porte,

fra gli scherzi, fra le danze

delle donne altochiomate."»
(Kalevala, canto XII, versi 7-24, tratto da Bifröst.it)